# Festplatz (Karlsruhe)
Der Festplatz ist ein etwa 10.000 m² großer Platz in der Karlsruher Südweststadt. Am Festplatz befindet sich das Kongresszentrum Karlsruhe mit der Stadthalle, dem Konzerthaus, der Schwarzwaldhalle, der Gartenhalle und der Nancyhalle, sowie das Novotel Kongresshotel und das Vierordtbad. Da der Platz darüber hinaus regelmäßig für Veranstaltungen genutzt wird, etwa den Stadtgeburtstag, als Ziel des Fastnachtsumzugs oder für Oldtimerpräsentationen, wird er mitunter als eines der wichtigsten Aushängeschilder der Stadt betrachtet.
Unter dem Platz befindet sich eine Tiefgarage. Am Rand des Festplatz befindet sich die unterirdische Haltestelle Kongresszentrum.

## Namensgebung
Der Platz erhielt 1927 seinen heutigen Namen. Im Jahr 1930 wurde der Platz nach dem Politiker Gustav Stresemann in Stresemannplatz umbenannt, erhielt zu Beginn des Dritten Reiches 1933 aber wieder den Namen Festplatz. 1937 erfolgte eine Umbenennung in Platz der SA. Nach Ende des Zweiten Weltkrieges wurde abermals der ursprüngliche Name Festplatz wiederhergestellt und seitdem nicht mehr geändert.

## Geschichte

### Erste Nutzung

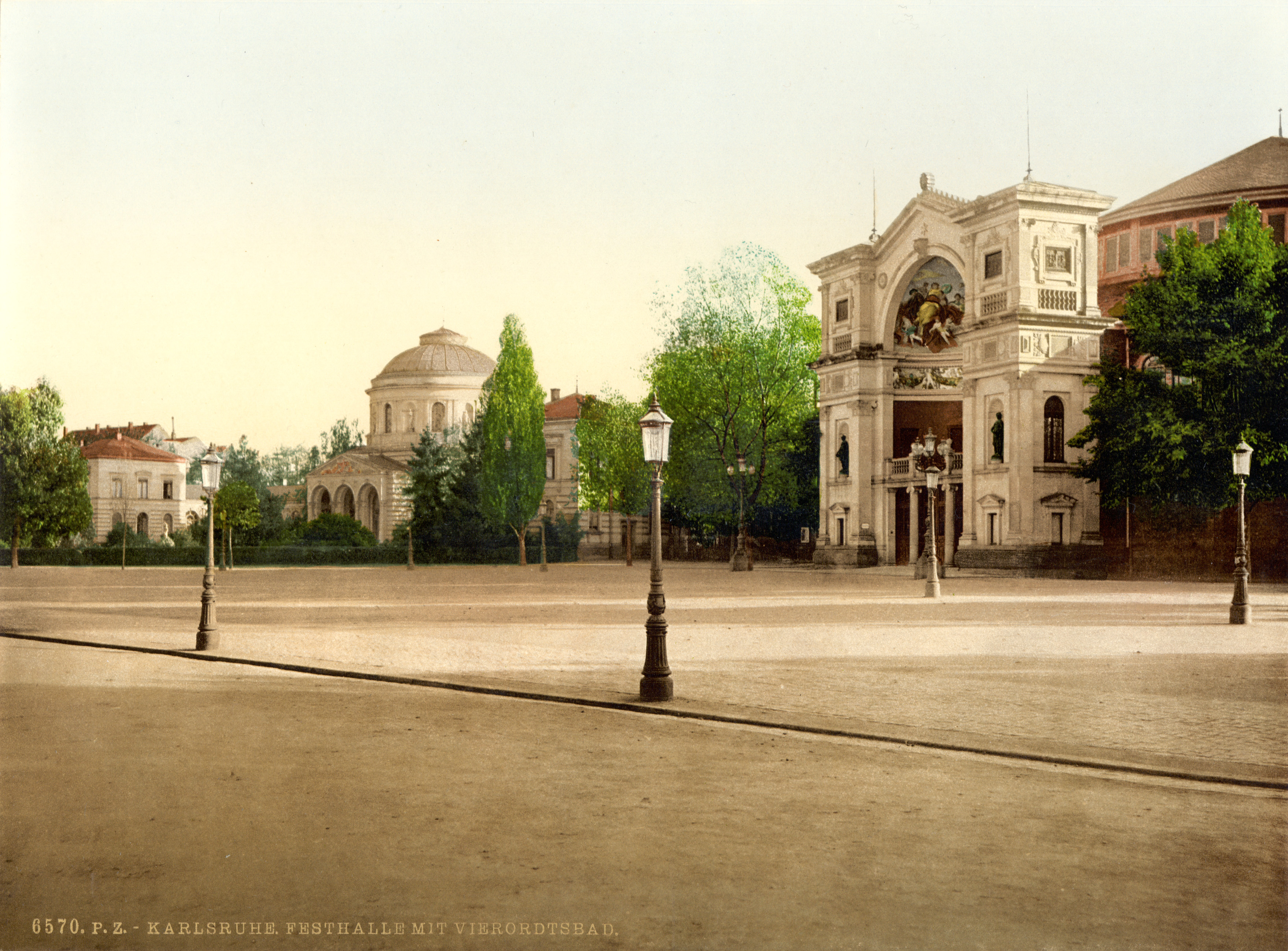
Vierordtbad und Festhalle um 1895, bevor das Bismarck-Denkmal erbaut wurde.

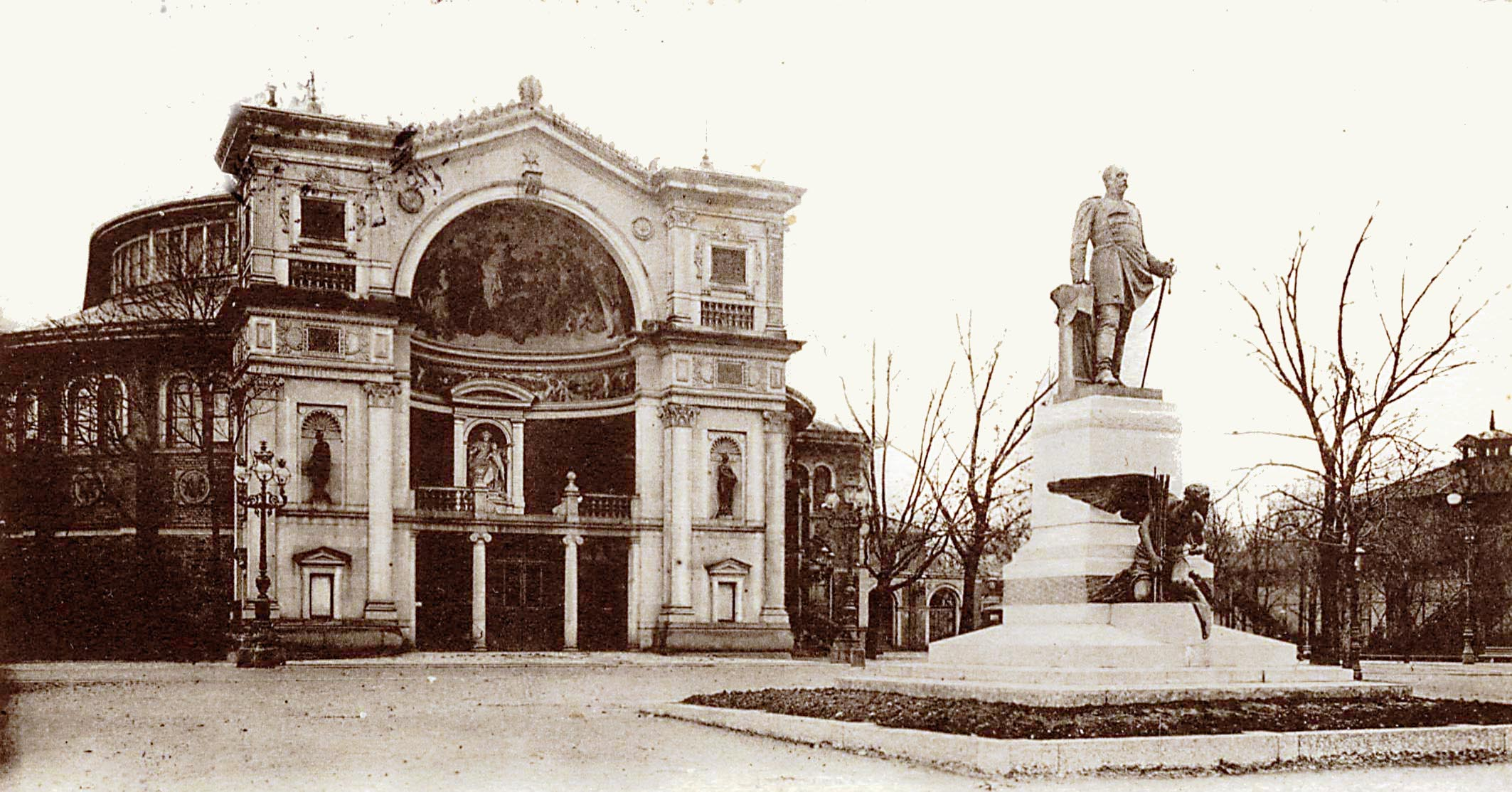
Festhalle mit Bismarck-Denkmal, um 1911.

Das Gebiet des heutigen Festplatzes lag zur Zeit der Stadtgründung Karlsruhes im Jahr 1715 noch außerhalb des ursprünglichen Stadtgebiets. Zunächst befand sich dort eine Schießwiese. Im Zuge der stetigen Ausbreitung der Stadt nach Süden wurde 1843 Karlsruhes alter Bahnhof östlich des heutigen Festplatzes eröffnet, sodass entlang der Wiese die Bahngleise verlegt waren. Zwischen 1872 und 1898 fand die Karlsruher Mess’ auf dem Gelände statt.
In den 1870er-Jahren wurden umfassende Bebauungen am Festplatz durchgeführt. 1873 eröffnete das Vierordtbad am südöstlichen Rand, 1877 wurde die Festhalle von Josef Durm eröffnet. Ebenfalls im Jahr 1877 wurde eine provisorische Ausstellungshalle erbaut, die 1886 noch einmal an anderer Stelle neu aufgebaut wurde und für Zirkus- und Theaterveranstaltungen genutzt wurde. 1913 wurde diese abgerissen. Kürze Zeit später, im Jahr 1915, wurde das Konzerthaus am Festplatz eingeweiht.
Von 1894 bis 1906 stand auf dem Platz ein Rundbau mit über 30 Metern Durchmesser, der zur Ausstellung etwa 100 Meter langer, kreisrunder Panoramabilder, u. a. mit der Schlacht von Orléans als Motiv, diente. 1904 wurde ein von Friedrich Moest erstelltes Bismarck-Denkmal auf dem Platz errichtet. Die Standfigur, von der Teile im Zweiten Weltkrieg eingeschmolzen wurden, wurde 1953 vor das Bismarck-Gymnasium verlegt.
Ende des 19. Jahrhunderts wurde der Albtalbahnhof auf dem heutigen Festplatz in Betrieb genommen. In den darauffolgenden Jahren wurde dieser mehrfach verlegt, bis er 1915 seinen heutigen Standort in der Ebertstraße fand. 1913 wurde der neue Hauptbahnhof am südlichen Stadtrand eröffnet, sodass der bisherige Hauptbahnhof östlich des Festplatzes als Markthalle genutzt wurde.

### Um den Zweiten Weltkrieg
1927 erfolgte die Benennung des Platzes als Festplatz. Im Jahr 1933, mit dem Aufstieg des Dritten Reiches, wurde der Platz in Platz der SA umbenannt. Diese Umbenennung wurde 1945, nach Ende des Zweiten Weltkrieges, wieder rückgängig gemacht. Während des Zweiten Weltkriegs war das Gebiet um den Platz Ziel einiger Angriffe, sodass unter anderem die Festhalle sowie Teile der Kunsthalle zerstört wurden.
Im Jahr 1950 war die Stadthalle wiederhergestellt. Da das bisherige Theatergebäude des Badischen Staatstheaters im Zweiten Weltkrieg zerstört worden war, wurde die Stadthalle bis 1975 als provisorisches Schauspielhaus genutzt. In der Folgezeit wurden mit der Eröffnung des Festsaales und dem Bau der Schwarzwaldhalle in den 1950er-Jahren sowie dem Bau der Nancyhalle in den 1960er-Jahren weitere Neugestaltungen des Platzes durchgeführt.

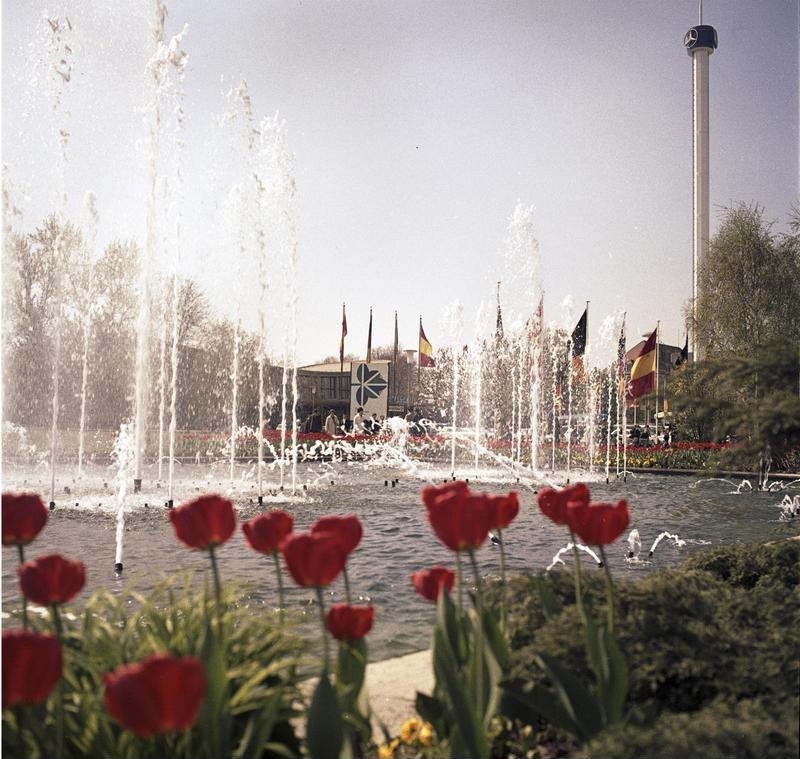
Bundesgartenschau 1967 mit Blick auf einen Brunnen und den Aussichtsturm auf dem Festplatz.

Im Jahr 1967 fand die Bundesgartenschau in Karlsruhe statt, unter anderem im Zoologischen Stadtgarten südlich des Festplatzes. Auf dem Festplatz wurde dafür temporär ein Aussichtsturm errichtet.

### Seit 1990
In den 1990er-Jahren fanden erneut einige Umgestaltungen statt. 1981 wurde die Stadthalle abgerissen, wobei der unter Denkmalschutz stehende Säulengang erhalten blieb und Teil des 1985 eingeweihten Neubaus wurde. 1989 wurde das Heizwerk Mitte am Festplatz abgerissen. Alleine der denkmalgeschützte Schornstein blieb dabei bestehen und ist heute in die Gartenhalle integriert, die 1990 eröffnet wurde.
Ende des Jahres 1999 entschied sich der Karlsruher Gemeinderat für ein Kongresshotel am Festplatz, nachdem eine Nutzung der früheren Oberpostdirektion an der Ettlinger Straße als Hotel nicht in Frage kam. Dagegen regte sich in Teilen der Bevölkerung Widerstand, unter anderem mit der Bürgerinitiative „Hände weg vom Festplatz“. Schließlich wurde das Kongresshotel dennoch im Jahr 2002 eröffnet.

## Bebauung

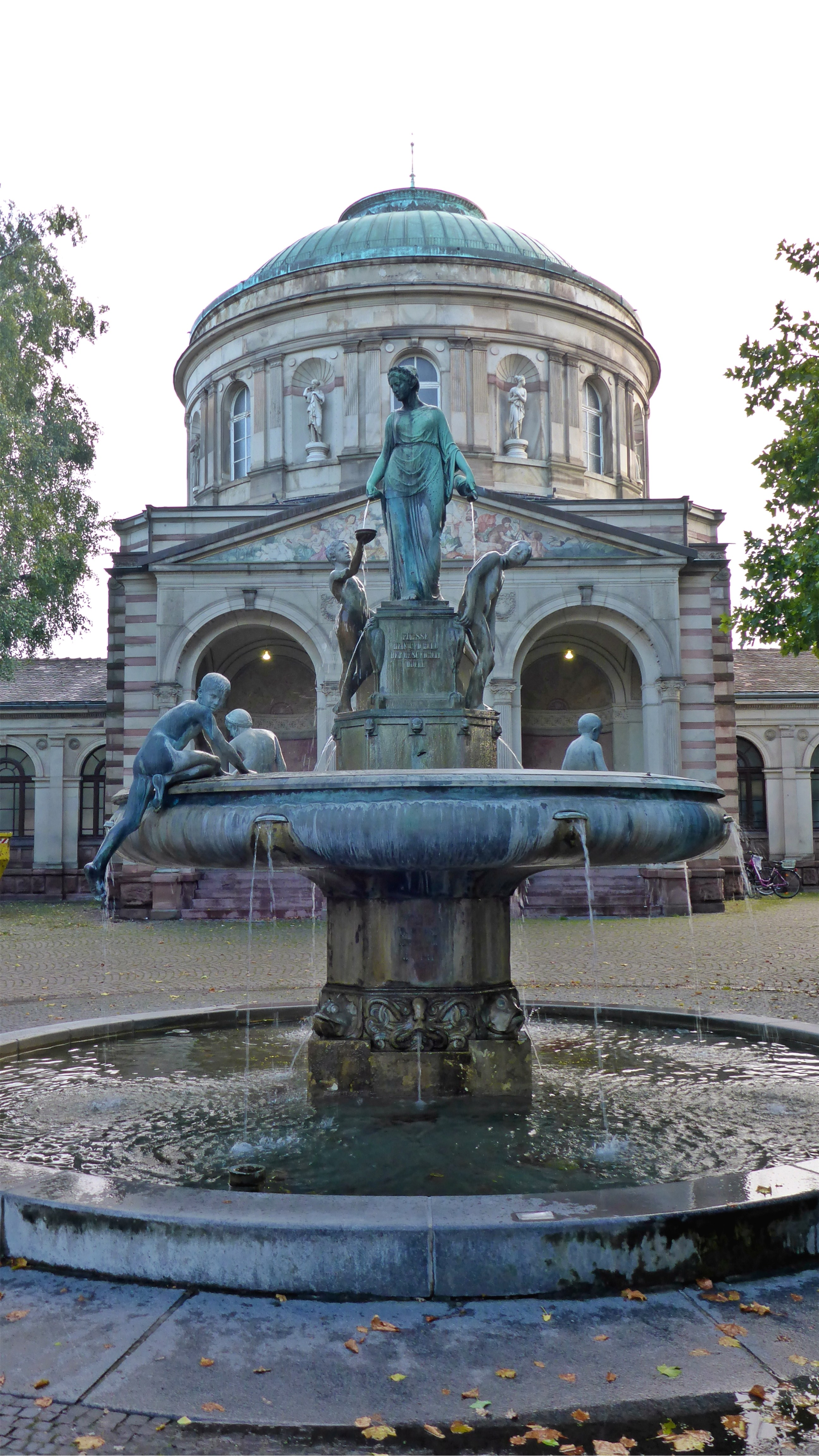
Hygieía-Brunnen vor dem Vierordtbad.

Auf dem Festplatz befinden sich einige Brunnen beziehungsweise Wasserspiele. Der Hygieía-Brunnen befindet sich im südöstlichen Eck des Platzes, vor dem Vierordtbad. Der Brunnen, der als Kulturdenkmal unter Denkmalschutz steht, wurde zwischen 1905 und 1909 von Johannes Hirt geschaffen und von Wilhelm Klose gestiftet.
Die 1982 angelegten vier Langbecken sind Wasserspiele am östlichen Rand des Platzes entlang der Ettlinger Straße, aus denen Fontänen austreten. Daneben befindet sich mit der Fontäne  ein weiterer Springbrunnen auf dem Platz.
Das Denkmal Phönix über Europa, auch unter dem Namen Europabrunnen bekannt, steht seit 2000 neben der Stadthalle im nordöstlichen Teil des Festplatzes. Von 1979 bis zur Einrichtung der Postgalerie befand sich das von Walter Maria Förderer erstellte Denkmal auf dem Europaplatz.
Am südlichen Rand des Festplatzes, zwischen Nancyhalle und Schwarzwaldhalle, befindet sich eine Kasse des Zoologischen Stadtgartens.

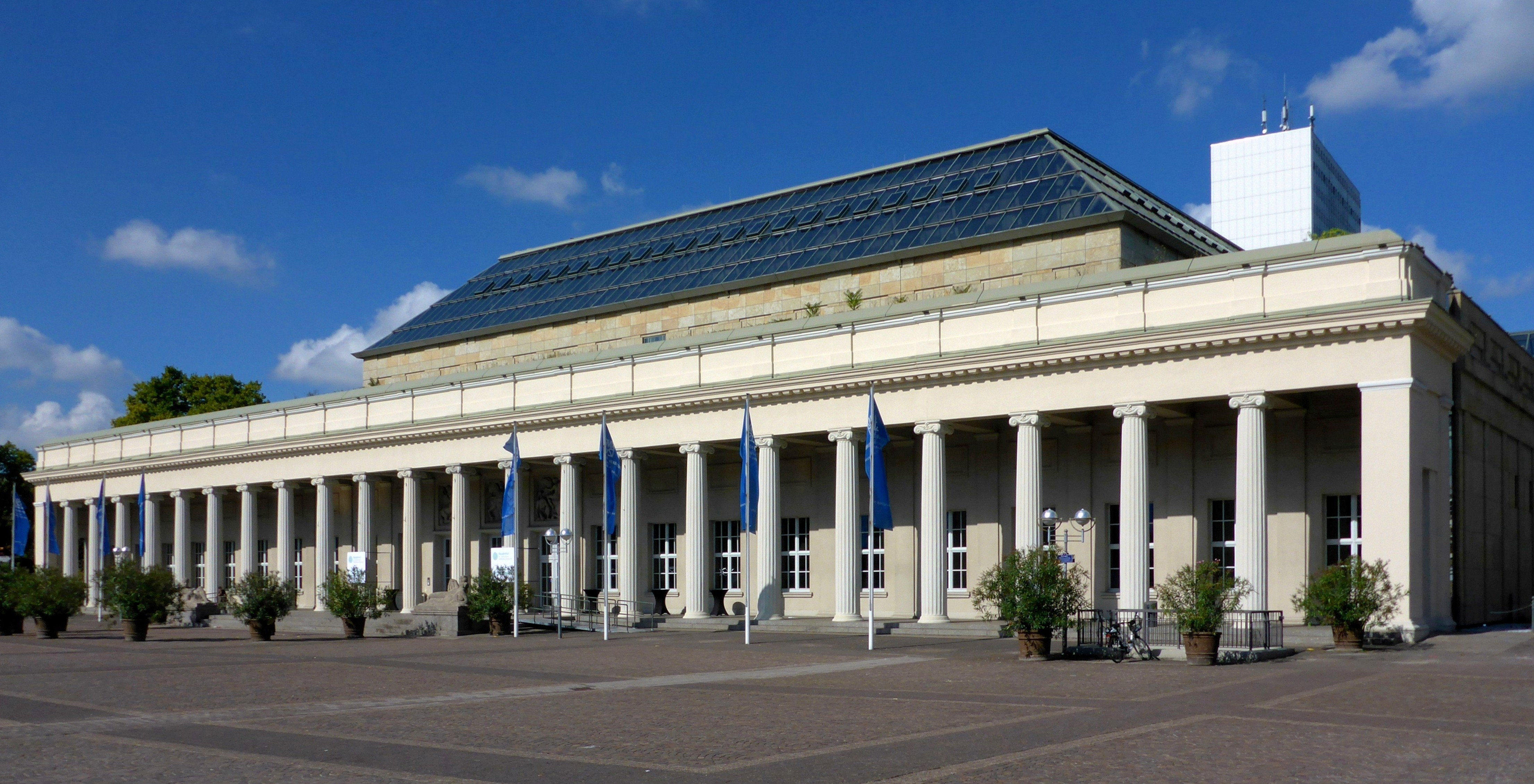
Stadthalle
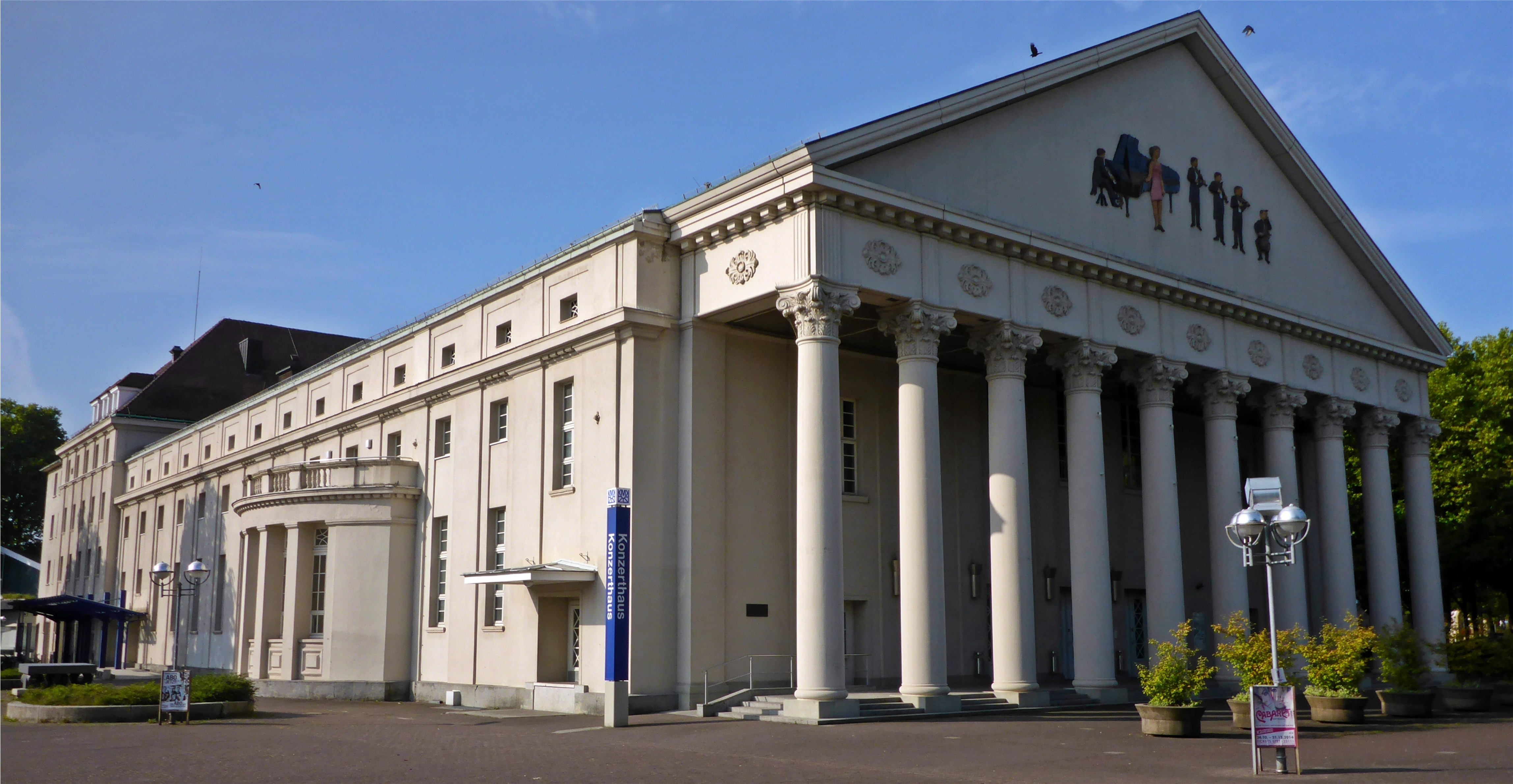
Konzerthaus
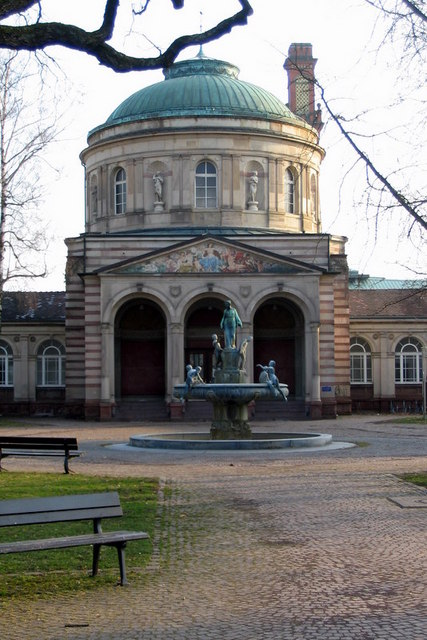
Vierordtbad